# Noteriades pulchripes
Noteriades pulchripes är en biart som först beskrevs av Cameron 1897.  Noteriades pulchripes ingår i släktet Noteriades och familjen buksamlarbin. Inga underarter finns listade i Catalogue of Life.